# Famille de Frobourg

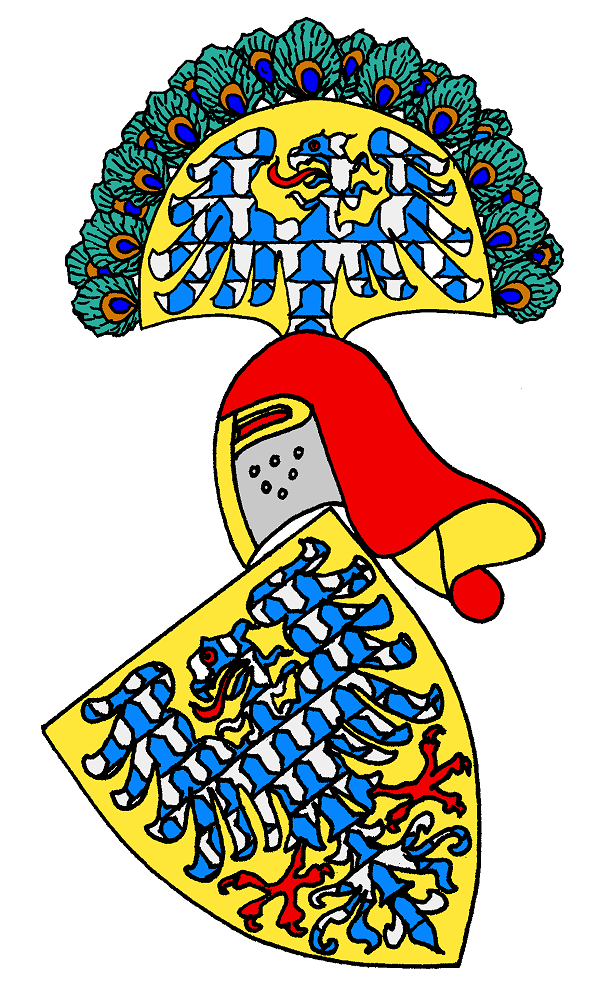
Blason de la famille.

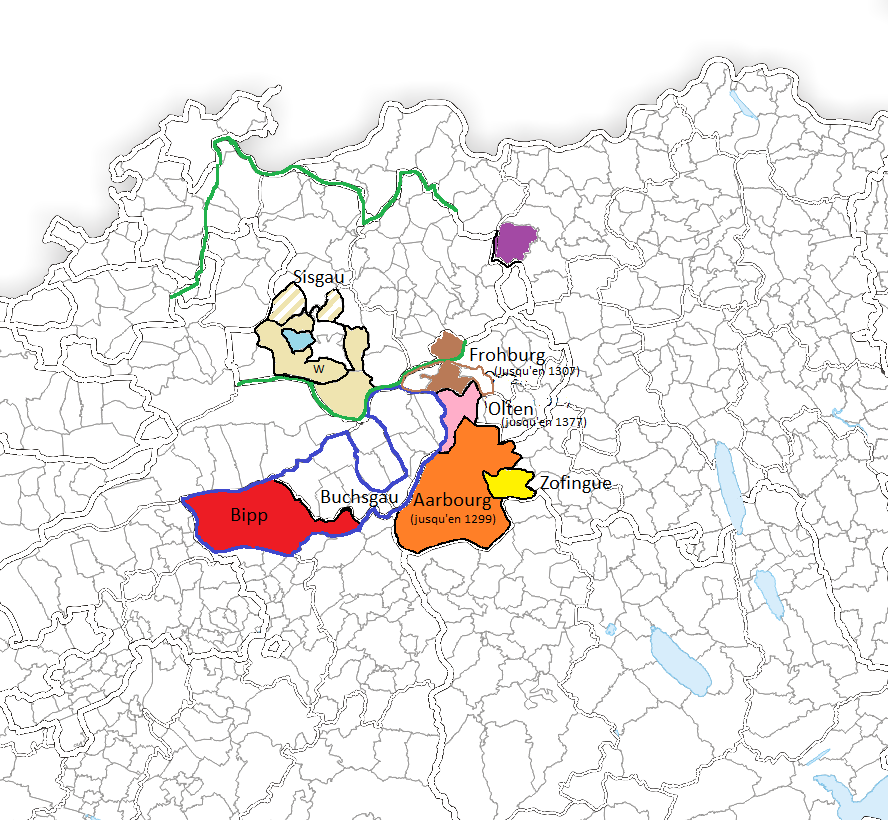
Cartes des possessions de la famille.

La famille de Frobourg (en allemand Froburg ou Frohburg) est une famille noble du nord-ouest de la Suisse.

## Histoire
Originaires de la vallée du Wigger, non loin de la commune de Trimbach où se trouve le château familial construit au IXe siècle, les membres de la famille sont faits, au XIe siècle comtes (en allemand Grafen) de Frobourg possesseurs de droits dans la région du Buchsgau (entre les villes d'Olten et de Soleure) ainsi que dans le canton d'Argovie. Dès 1223, ils possèdent également plusieurs fiefs concédés par les évêques de Bâle.
Grands bâtisseurs, ils font construire plusieurs châteaux forts entre la fin du XIIe et le début du XIIIe siècle, parmi lesquels ceux du Birseck. Ils fondent en outre le couvent de Schönthal vers 1140 ainsi que plusieurs villes telles que Aarburg, Liestal, Olten, Waldenburg, Wiedlisbach, Zofingen ainsi que Fridau, aujourd'hui sur le territoire de la commune de Fulenbach, qui fut détruite en 1375.
Pendant le XIIe siècle, la famille offre deux évêques au diocèse de Bâle Ortlieb et Louis. Autour de 1250 la famille se divise en plusieurs lignées, le Neu-Homberg (disparus en 1325), les Waldenburg et les Zofingen (disparus en 1307).
En 1243, la famille prend le nom de von Homberg. En plein déclin, elle se voit forcée de vendre pièce par pièce ses possessions, la plus grande partie aux Habsbourg alors en plein développement. Le dernier comte de Homberg, Hermann VI, meurt en 1367 sans descendants masculins.

## Possessions

### Seigneurie et château de Frohburg
La seigneurie et le château de Frohburg sont vendus aux Neuchâtel-Nidau en 1307.

### Landgraviat de Sisgau et seigneurie de Waldenburg
La famille possèdent les droits comtaux dans le Sisgau en fief de l'évêque de Bâle.
Elle possède également la seigneurie de Waldenburg située dans les limites du Sisgau. La seigneurie est composée notamment des communes de Waldenburg et de Liedertswil.

### Landgraviat de Buchsgau
La famille possèdent les droits comtaux dans le Buchsgau en fief de l'évêque de Bâle.

### Seigneurie d'Aarbourg et Zofingue
Elle possède également le bailliage d'Aarbourg jusqu'en 1299, date a laquelle elle le vend aux Habsbourg.

## Filiation
La famille est composée de plusieurs branches : le tronc commun et les branches de Waldenburg et de Zofingue.